# ラップ・グラップラー餓鬼
「ラップ・グラップラー餓鬼」は、2002年5月22日に発売された、餓鬼レンジャーの3枚目のシングルである。前作からちょうど約1年ぶりに発売された。

## 概要
- タイトルからも見て分かるとおり、当時『週刊少年チャンピオン』で連載されていた漫画『バキ』にインスパイアされて作られた曲である[1]。ジャケットの絵も同漫画の作者である板垣恵介が担当しており、表面にはポチョムキンとYOSHIの似顔絵が描かれている。（因みに裏面ではNOBBとHigh Switchの似顔絵も描かれている。）
- ミュージック・ビデオも制作されており、2001年にテレビ東京系で放送されていたアニメ『グラップラー刃牙』の映像が一部使用されている[2]。2005年発売のDVD『7 CLIPS』に収録。

## 収録曲
1. ラップ・グラップラー餓鬼[5:33]
作詞：Pocyomkin・YOSHI／作曲：Green Peeace a.k.a. Nobb／編曲：餓鬼レンジャー
TBS系『CDTV』2002年5月度オープニング・テーマ。
2. ラップ・グラップラー餓鬼 ～Killer instinct～[3:55]
作詞：Pocyomkin・YOSHI／作曲：DJ HIGH SWITCH a.k.a. HIRO／編曲：餓鬼レンジャー
現時点で、このヴァージョンはこのシングルでしか聴くことができない。
3. バンドワゴン[5:17]
作詞：Pocyomkin・YOSHI／作曲：DJ HIGH SWITCH a.k.a. HIRO／編曲：餓鬼レンジャー
2ndアルバム『DA-PONG』とベストアルバム『Weapon G』に収録されているものはアルバム・ヴァージョンであり、現時点では、シングル・ヴァージョンはこのシングルでしか聴くことができない。